# Sindrome della cuffia dei rotatori
Per  sindrome della cuffia dei rotatori in campo medico, si intende l'insieme di manifestazioni cliniche che riguardano la parte anatomica chiamata cuffia dei muscoli rotatori della spalla (che regolano l'articolazione stessa della spalla), che accomuna sotto tale definizione quattro muscoli: sopraspinato, sottospinato, piccolo rotondo e sottoscapolare (e relativi tendini).

## Epidemiologia
Colpisce prevalentemente i maschi in età adulta, a partire dalla quarta decade.

## Sintomatologia
la sindrome si compone di diverse manifestazioni:
- Tendinopatia della cuffia dei rotatori
- Borsite subacromiale
- Rottura della cuffia

Fra i sintomi e i segni clinici comuni si ritrova il dolore, che viene acuito quando la zona interessata è soggetta a sollecitazione

## Eziologia
Sono diverse le cause che comportano tali episodi come episodi di ricalcificazione che riguardano i tendini, oppure da tendinopatie.

## Terapia
la terapia consiste nella somministrazione di FANS (farmaci antinfiammatori non steroidei), impacchi di ghiaccio e per i casi più lievi adeguata attività fisica. Per i casi più gravi invece si utilizzano corticosteroidi (iniettati direttamente nella borsa subacromiale), se ancora non si riducono i sintomi occorre l'acromionectomia parziale. L'operazione può essere condotta secondo i due modi classici o a cielo aperto oppure in via artroscopica Durante l'intervento si opera sia con decompressione subacromiale ma anche curando le possibili lesioni.